# 1994 في الدنمارك
فيما يلي قوائم الأحداث التي وقعت خلال عام 1994 في الدنمارك.

## سياسة

### تعيين في المنصب
- 21 سبتمبر – لارس لوكه راسموسن عضو فولكتنغ [الإنجليزية]‏.

## أفلام
من الأفلام التي صدرت هذه السنة في الدنمارك:
- 23 فبراير – أمير جوتلاند من إخراج غابرييل أكسل.

## مواليد

### يناير
- 31 يناير – كينيث زوهوري لاعب كرة قدم دنماركي.

### مارس
- 11 مارس – لاسي أندرسون لاعب كرة يد دنماركي.
- 18 مارس – ألكسندر ياكوبسن لاعب كرة قدم دنماركي مصرى.

### أبريل
- 23 أبريل – باتريك أولسن لاعب كرة قدم دنماركي.

### يونيو
- 9 يونيو – فيكتور فيشر لاعب كرة قدم دنماركي.
- 21 يونيو – كارولين براش نيلسين عارضة دنماركية.
- 15 يونيو - يوسف بولسن لاعب كرة قدم دنماركي.

### أغسطس
- 15 أغسطس – لاسه فيغن كريستينسن لاعب كرة قدم دنماركي.
- 25 أغسطس – آن ميت هانسن لاعبة كرة يد دنماركية.

### نوفمبر
- 11 نوفمبر – لين هاوجستيد لاعبة كرة يد دنماركية.